# Giuseppe Botta
Giuseppe Botta (Torino, 5 aprile 1925 – Torino, 9 dicembre 2008) è stato un politico italiano.

## Biografia
Eletto deputato nel 1968 nella Democrazia Cristiana, è stato successivamente rieletto consecutivamente per altre sei legislature, restando in Parlamento fino al 1994. Alla Camera dei Deputati ha fatto parte della Commissione Finanze e Tesoro e della Commissione Lavori Pubblici, della quale è stato anche presidente per 11 anni. 
È stato promotore, nell'ambito della sua attività politica, di numerose opere pubbliche in Piemonte tra cui la Tangenziale di Torino, la bretella autostradale Ivrea-Santhià, l'autostrada del Frejus, le autostrade Torino-Bardonecchia, Torino-Pinerolo e la superstrada per l'aeroporto di Caselle.